# Ruffey-lès-Echirey
 Ruffey-lès-Echirey  là một xã thuộc tỉnh Côte-d’Or trong vùng Bourgogne-Franche-Comté miền đông nước Pháp.